# KARR
KARR (Knight Automated Roving Robot) es el nombre de un personaje ficticio, un prototipo de vehículo automatizado, presentado como uno de los principales antagonistas en dos episodios de la serie de televisión Knight Rider de los años 80. Otra nueva versión de KARR apareció también en la nueva serie de 2008.

## Origen y antecedentes
KARR, cuyas siglas traducidas en castellano significa Robot Rodante Automatizado Knight  es la versión prototipo de KITT; originalmente diseñado por Wilton Knight y construido por la empresa Industrias Knight. Una vez completo el vehículo, la CPU de KARR fue instalada y activada. Sin embargo, un error de programación hizo que el ordenador se volviera inestable y potencialmente peligroso. El proyecto quedó suspendido y KARR fue objeto de almacenamiento hasta que una solución pudiese ser encontrada. A diferencia de KITT, cuya principal directiva es proteger la vida humana, KARR fue programado para la auto-preservación, haciéndolo una amenaza implacable e impredecible para la sociedad. Él no aparece tan vivaz como KITT, ya que es muy ingenuo; sin experiencia y con una percepción infantil de todo el mundo. Esto ha permitido que la gente eventualmente tome ventaja de sus admirables capacidades para su propio beneficio. Se considera a sí mismo superior, siempre refiriéndose a KITT como "el modelo de producción inferior". Imparable y debido a su programación, los villanos no suelen llegar muy lejos. KARR demuestra una completa falta de respeto o lealtad, va tan lejos como en una ocasión la que expulsó a su conductor para ahorrar peso y aumentar sus probabilidades de escapar de la policía
KARR apareció por primera vez en el episodio "La confianza no se oxida" (Trust doesn't rust) de la primera temporada. Se estrenó en el canal NBC el 19 de noviembre de 1982, donde, aparentemente, quedó destruido al final del capítulo, al caer desde lo alto de un acantilado y explotando al estrellarse contra la costa.
Sin embargo, fue tan popular entre los espectadores que volvió a aparecer en la tercera temporada, en el episodio ·El doble de KITT" (KITT vs. KARR), emitido en la NBC el 4 de noviembre de 1984. Sin embargo, esta segunda aparición no tuvo ninguna explicación lógica, ya que quedó destruido en el capítulo anterior y en ningún momento se explica por qué vuelve a aparecer, dejando a la interpretación de los espectadores que la explosión anterior fue únicamente superficial y, debido a su blindaje molecular idéntico al de K.I.T.T., no le afecto más allá de dejarlo enterrado en la arena, al igual que muchas explosiones tampoco afectaban a K.I.T.T. más allá de hacerlo tambalearse.

## Apariciones en la serie original
- Primera aparición: "La confianza no se oxida" (Primera temporada)

Una vez que KITT se construyó, se presumía que su prototipo KARR había sido desactivado y desmantelado. Sin embargo, esto último no ocurrió y KARR fue objeto de almacenamiento y olvido tras la muerte de Wilton Knight. Cuando dos ladrones se meten en la almacén donde KARR está "dormido", sin saberlo le reactivan, y este se escapa.
Cuando Tony y Red (los ladrones) se dan cuenta de lo útil que el vehículo podría ser, utilizan a KARR para ir en una juerga de crimen. Michael y KITT son enviados por Devon a recuperar a KARR antes de que alguien resulte lastimado. Temeroso de ser llevado de vuelta a la desactivación de almacenamiento, KARR se niega a volver a la Fundación y termina huyendo cuando Michael y KITT van a buscarlo.

Sólo la debilidad de KARR es su directiva principal de la propia conservación y Michael utilizó esto a su ventaja. Cuando KARR amenaza con destruir a KITT en un choque frontal, Michael lo provoca con una corazonada de que KARR se desviará de la ruta de KITT con el fin de protegerse a sí mismo.
KARR de hecho se desvía del camino, pero no pudo frenar a tiempo, y cae en el fondo de un barranco y aparentemente explota en el mar (con tomas de la escena culminante de la película El auto de 1977, material de archivo que se utilizó también para KITT en un par de otras ocasiones).
- Segunda aparición: "El doble de KITT"/"KITT VS KARR" (Tercera temporada)

Este capítulo comienza con una pareja de jóvenes enamorados, John y Mandy, buscando tesoros en la playa. Utilizando un detector de metales, descubren a KARR enterrado en la arena, desactivado. Sin saber las consecuencias, John lo reactiva, aunque KARR se mantenía callado, sólo observando. 
En el momento en que John se quedó a solas con KARR, éste comenzó a hablarle y seducirle para conseguir dinero fácil y llevar una mejor vida, aunque su verdadera intención era manipularlo para conseguir sus objetivos: vengarse de Michael Knight y KITT para finalmente destruirlos ya que regresa más malvado que nunca.
Aquí a KARR se le pintó los bajos de la carrocería en gris claro (aunque cuando fue descubierto enterrado era totalmente de color negro) mientras que en su primera aparición era completamente negro idéntico a su gemelo KITT.

## Apariciones en la nueva serie de 2008
- Episodio "Caballo a peón de rey" (febrero de 2009)

En esta serie, vuelve a aparecer el malvado KARR. Pese a que en la versión original KARR es doblado por el mismo actor de doblaje que en la serie original de los 80 (Peter Cullen), este KARR tampoco es el mismo. Antes de construir al nuevo KITT, Charles Graiman construyó a KARR como la herramienta definitiva para combatir el crimen. Sin embargo, un error en la programación de Graiman provocó que KARR adquiriese la capacidad de autoprogramarse a sí mismo, desobedeciendo las órdenes directas y provocando muchas muertes, motivo por el cual fue desactivado y su red neuronal fue extraída para modificarla desde cero hasta dar como resultado a KITT. En el pasado, fue Michael Knight quien lo conducía (cuando aún se llamaba Mike Traceur) bajo las órdenes del ejército estadounidense. Debido al fracaso del proyecto KARR, borraron parcialmente la memoria de Michael para que no recordara ni a KARR ni a todo el mal que había causado fuera de su control.
Años después, y tras la fatídica muerte de Charles Graiman, el director de desarrollo Alex Torres extrajo la unidad central de KITT para instalársela a KARR, que estaba bajo custodia, para reactivar el proyecto KARR e intentar devolver la paz al mundo con ese vehículo. Sin embargo, nada sale como él esperaba y KARR vuelve a desobedecer las órdenes, alegando que solo obedece las órdenes de su creador, pero como Graiman está muerto, somete a Alex bajo su control y, junto con él, parte en busca de KITT y Michael. Su objetivo era destruir a KITT y recuperar a Michael para que volviera a ser su conductor, pero finalmente KARR es destruido de un fuerte impacto de KITT.
KARR también es un Ford Mustang Shelby Cobra GT500R de color negro, pero con el escáner frontal de color amarillo. Sin embargo, KARR es capaz de transformarse en un cyborg gigante al estilo de la serie Transformers, con dos brazos, ametralladoras acopladas en sus hombros y lanzacohetes instalados a la altura de su cadera.
En ningún momento de su breve aparición en la serie, se puede ver el interior de KARR. El esperado combate de KITT contra KARR apenas dura unos cinco minutos y las habilidades de KARR se mostraron de manera muy rápida. Básicamente, KARR posee una gran fuerza física (no le costaba nada levantar a KITT y lanzarlo por los aires) y sus armas de fuego le convertían en un rival terrible. Sin embargo, dada su envergadura, no tenía demasiada rapidez.